# Bandung (boisson)
Pour les articles homonymes, voir Bandung (homonymie).

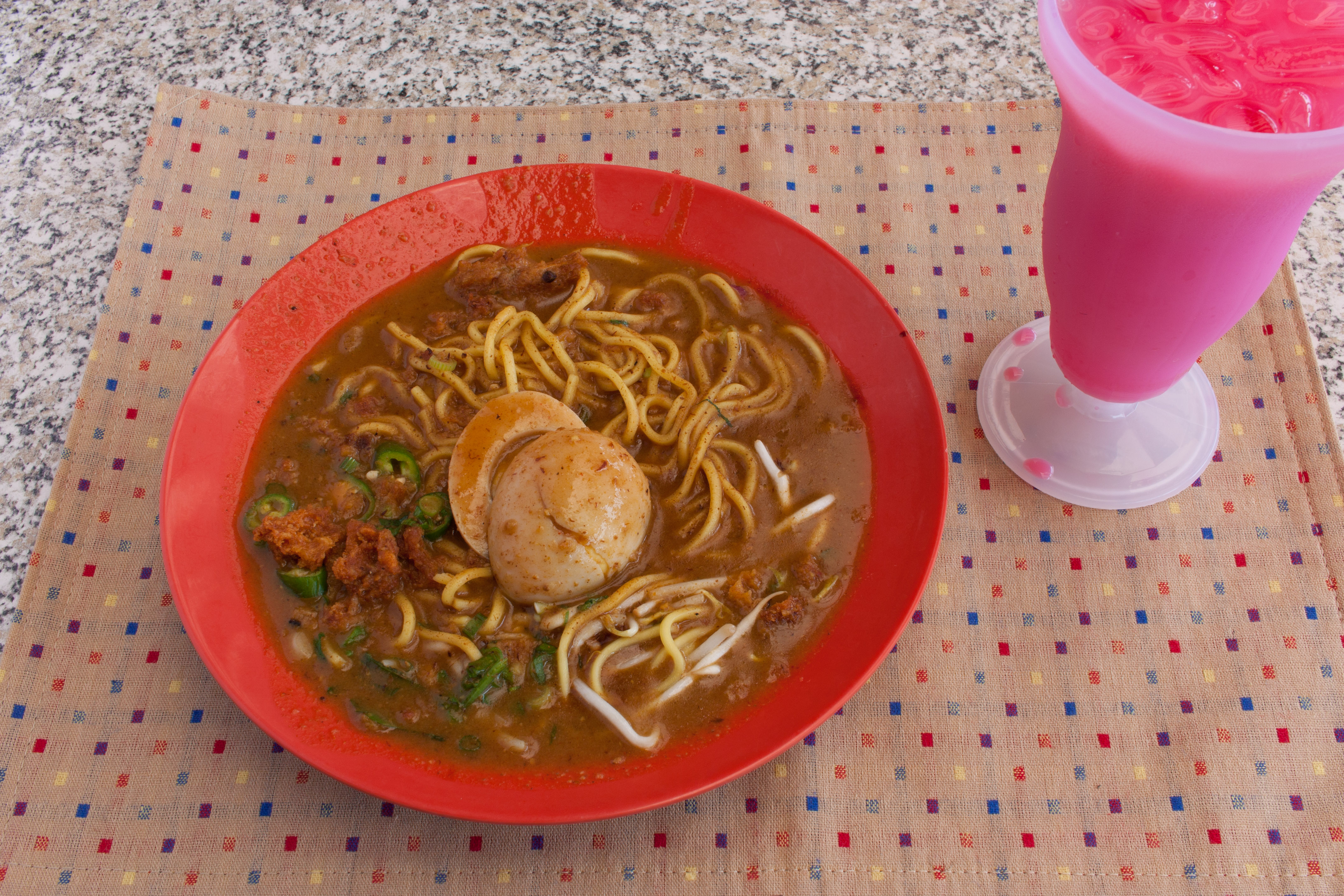
Mi rebus with bandung.

Le bandung, sirap bandung, ou air bandung est une boisson populaire en Malaisie. Il s'agit de lait concentré non sucré ou de lait concentré sucré parfumé avec du sirop de rose. C'est une adaptation du lait de rose servi en Inde.

## Nom
En malais, le mot bandung signifie paire, tandis que sirap signifie sirop et air signifie eau,,. Plus généralement, bandung désigne tout mélange d'ingrédients ou tout ce qui vient par paire.
Il n'y a aucun rapport avec la ville de Bandung en Indonésie, ville dans laquelle on ne pourra d'ailleurs pas trouver cette boisson.